# Sidoarjo (regência)
Sidoarjo é uma kabupaten (regência) da província indonésia de Java Oriental, na Indonésia. A capital é a cidade de Sidoarjo. A regência é delimitada pela cidade de Surabaia e Gresik ao norte, Estreito de Madura a leste, Pasuruan ao sul, bem como Mojokerto a oeste. Sidoarjo é conhecida como principal cidade tampão da cidade de Surabaia, faz parte da região de planejamento urbano ao redor de Surabaia conhecida como Gerbangkertosusila.
Sidoarjo está subdividida em 18 Kecamatan (subdistritos) e 353 desa (vilas).